# Onychogalea unguifera
El canguro rabipelado del norte (Onychogalea unguifera) es una especie de marsupial diprotodonto de la familia de los macropódidos.

## Distribución geográfica
Vive en el norte de Australia, en los estados de Australia Occidental, Territorio del Norte y Queensland.